# Tinción de Leifson
La Tinción de Leifson, es una tinción para lograr observar flagelos de bacterias. Es usada en laboratorios, pero no de rutina. Los pasos que sigue son el de usar pararosanilina sirve como tinción principal, y ácido tánico es agregado a la solución como mordiente.
Los componentes de la tinción son: Fucsina básica en Alcohol etílico al 95%, en 1.27%; ácido tánico en agua destilada, en 3%; Cloruro de sodio en agua destilada, 1.5%